# Бірчвуд-Вілледж (Міннесота)
Бірчвуд-Вілледж (англ. Birchwood Village) — місто (англ. city) в США, в окрузі Вашингтон штату Міннесота. Населення — 863 особи (2020).

## Географія
Бірчвуд-Вілледж розташований за координатами 45°3′36″ пн. ш. 92°58′41″ зх. д. / 45.06000° пн. ш. 92.97806° зх. д. (45.059981, -92.978025). За даними Бюро перепису населення США в 2010 році місто мало площу 0,89 км², з яких 0,88 км² — суходіл та 0,01 км² — водойми.

## Демографія
Згідно з переписом 2010 року, у місті мешкало 870 осіб у 351 домогосподарстві у складі 262 родин. Густота населення становила 978 осіб/км². Було 367 помешкань (413/км²).
Расовий склад населення:
| - 97,8 % — білих - 0,7 % — азіатів - 0,6 % — чорних або афроамериканців |

До двох чи більше рас належало 0,6 %. Частка іспаномовних становила 1,5 % від усіх жителів.
За віковим діапазоном населення розподілялося таким чином: 20,7 % — особи молодші 18 років, 60,3 % — особи у віці 18—64 років, 19,0 % — особи у віці 65 років та старші. Медіана віку мешканця становила 49,1 року. На 100 осіб жіночої статі у місті припадало 89,1 чоловіків; на 100 жінок у віці від 18 років та старших — 93,3 чоловіків також старших 18 років.
Середній дохід на одне домашнє господарство становив 129 537 доларів США (медіана — 95 809), а середній дохід на одну сім'ю — 155 881 долар (медіана — 111 250). Медіана доходів становила 96 563 долари для чоловіків та 43 542 долари для жінок. За межею бідності перебувало 1,2 % осіб, у тому числі 0,0 % дітей у віці до 18 років та 0,0 % осіб у віці 65 років та старших.
Цивільне працевлаштоване населення становило 477 осіб. Основні галузі зайнятості: освіта, охорона здоров'я та соціальна допомога — 23,5 %, виробництво — 16,1 %, науковці, спеціалісти, менеджери — 10,7 %, оптова торгівля — 8,6 %.